# タチアナ・パティッツ

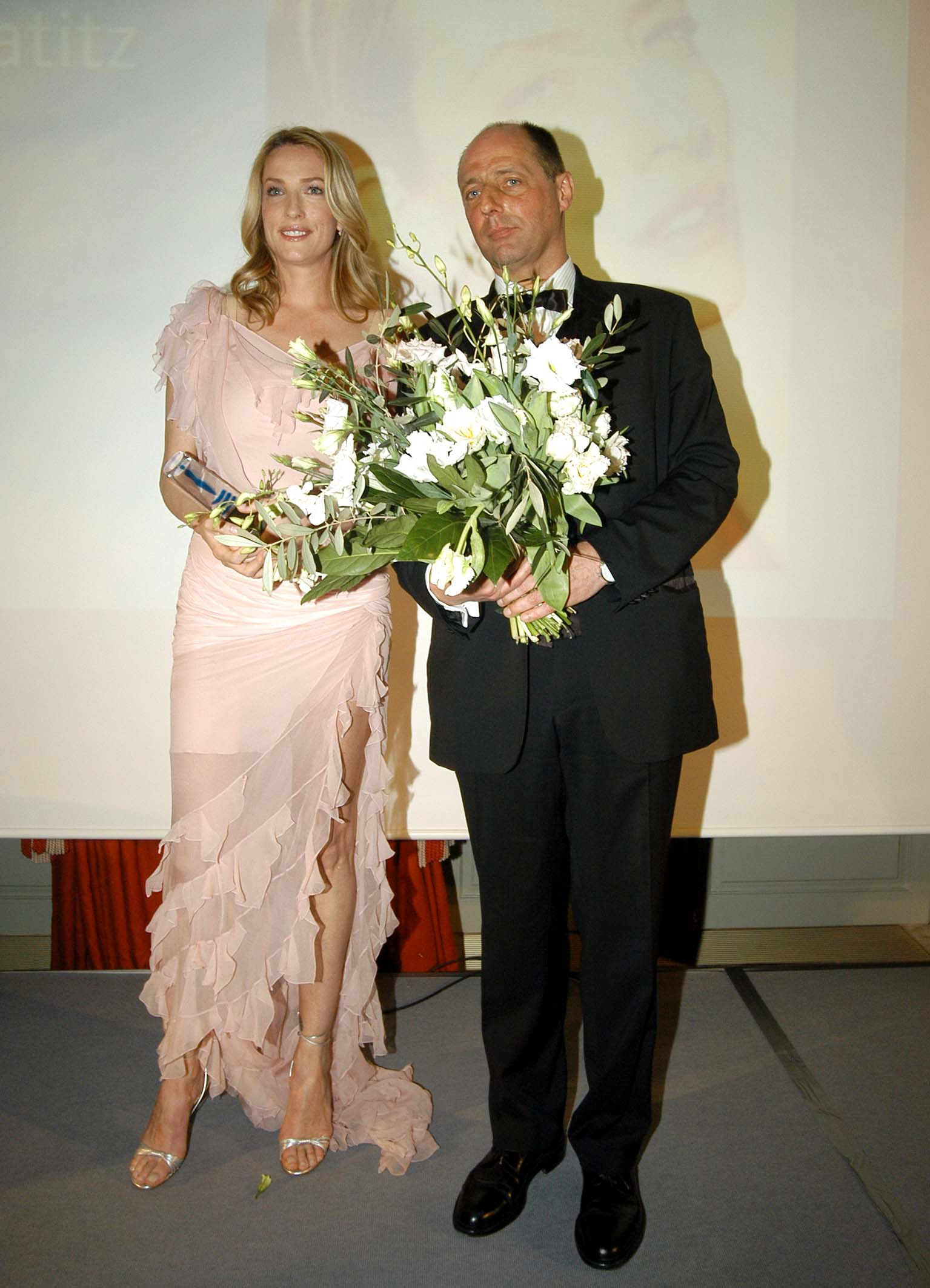
タチアナ・パティッツ、2005年

タチアナ・パティッツ（Tatjana Patitz、1966年3月25日 - 2023年1月11日 ）は、ドイツのハンブルク生まれのスーパーモデル。ドイツ生まれだがスウェーデンで育った。ドイツ語読みではタティヤーナ・パティッツ。

## 来歴
雑誌社が開催したモデル・コンテストに入賞し、17歳からパリでモデル活動を始める。しばらくして写真家のピーター・リンドバーグの被写体になり、ヴォーグ誌に掲載されたことがきっかけで売れっ子モデルとなる。また1993年公開のアメリカ映画「ライジング・サン」にも出演した。
晩年はアメリカ合衆国カリフォルニア州に移住し、サンタバーバラ近郊に所有する牧場にて姿が目撃された。2023年1月11日朝、乳がんによりカリフォルニア州で死去。56歳。

## 家族
妹のソフィーもモデルとして活動した。
長く歌手のシールと交際していたが、破局した。